# Wieża rycerska
Wieża rycerska (ang. tower house, niem. Burghügel lub Wohnturm) – rodzaj wież o charakterze mieszkalno-obronnym, budowanych przeważnie w okresie średniowiecza (znane są przykłady wieży mieszkalnych z XVII wieku z obszaru Wysp Brytyjskich) jako siedziby średniozamożnego rycerstwa. Tego typu wieże występowały na obszarze praktycznie całej Europy.
W Polsce budowę tego typu obiektów zaczęto pod koniec XII wieku i budowano głównie do XV wieku, kiedy zastąpione zostały przez wieżowe formy dworów obronnych. Równolegle z nimi istniały rezydencje motte oraz strażnice w formie wieżowej (np. Radzymin koło Płońska). Była to na ogół samodzielna budowla o kilku kondygnacjach, wzniesiona na planie czworoboku, zawierająca pomieszczenia mieszkalne i gospodarcze.
Najbardziej znanym przykładem, choć nie jedynym, jest wieża książęca w Siedlęcinie, posiadająca cenne malowidła. Oprócz Dolnego Śląska takie wieże zachowały się na terenie południowej Polski (Chełm-Białawin, Stołpie, Tudorów i inne).

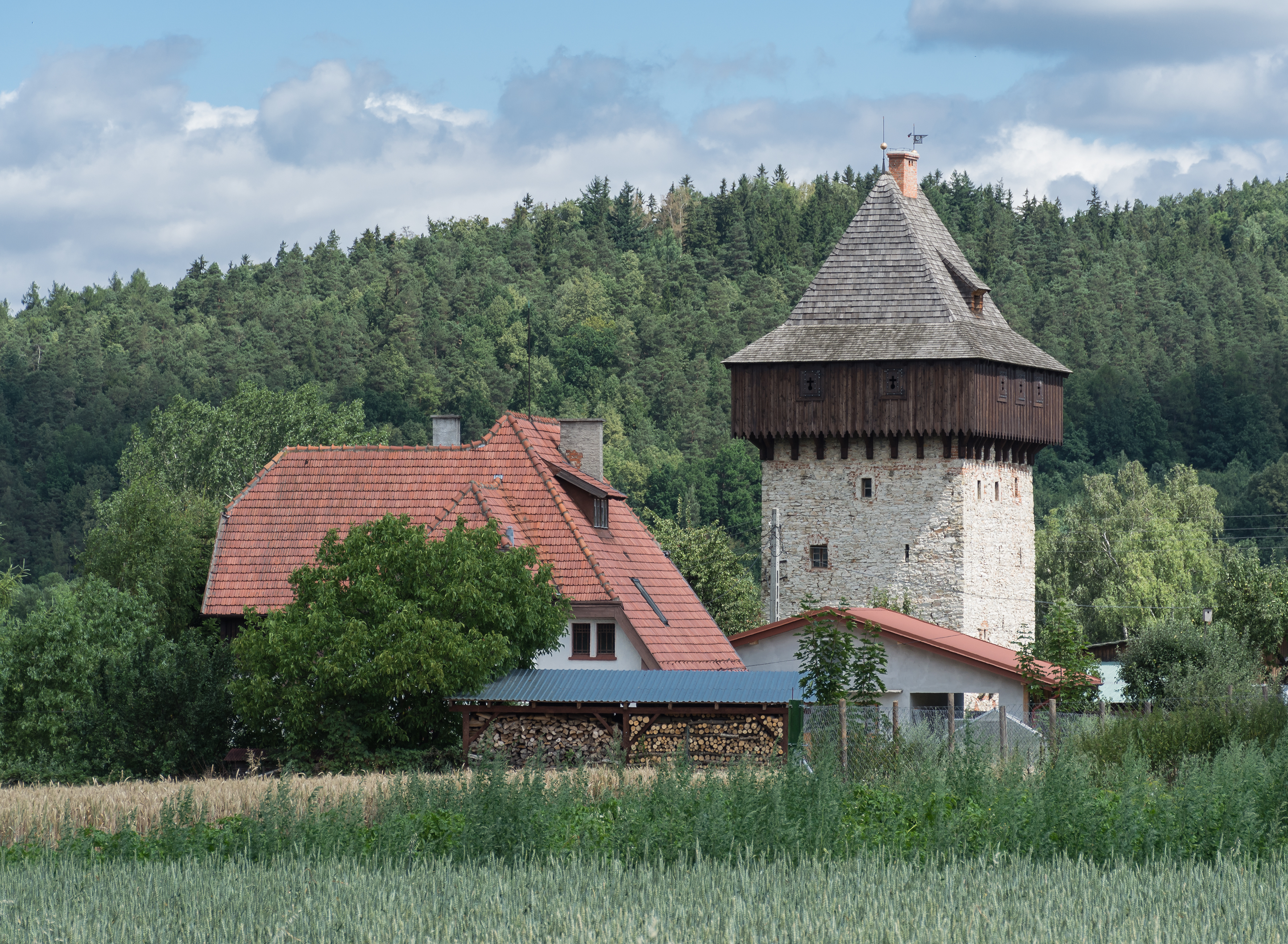
Wieża rycerska w Żelaźnie
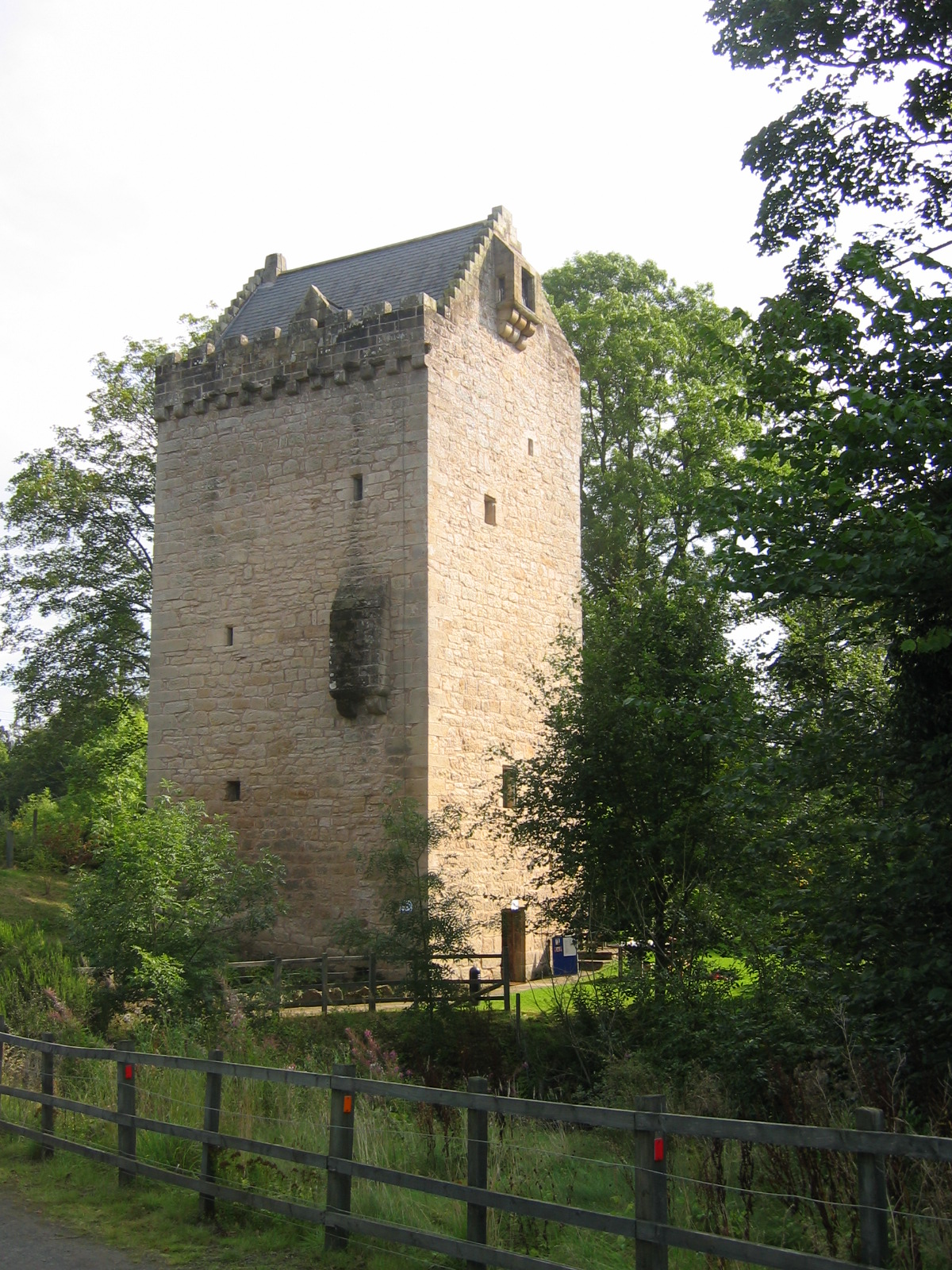
Hallbar w Szkocji
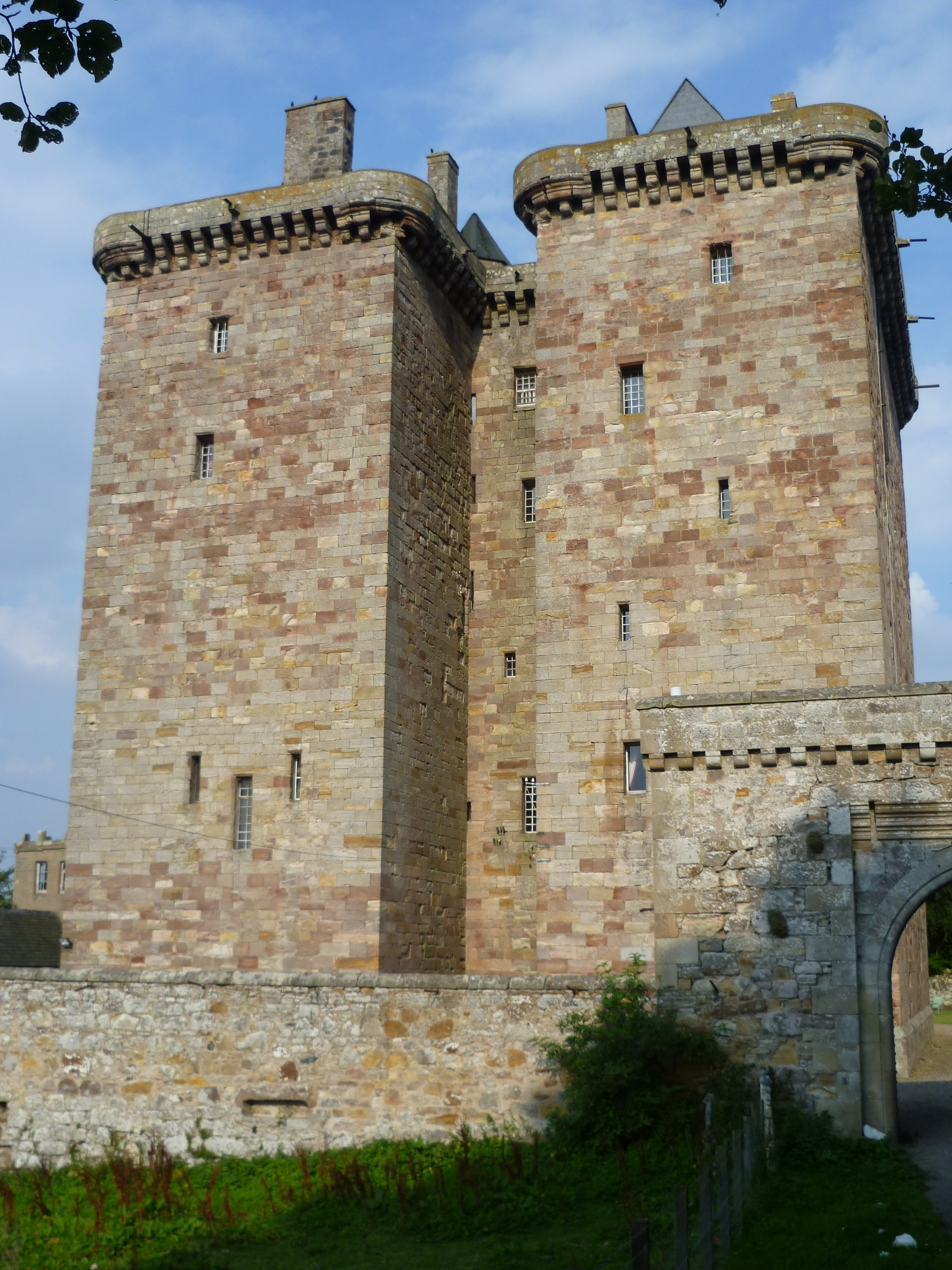
Borthwick
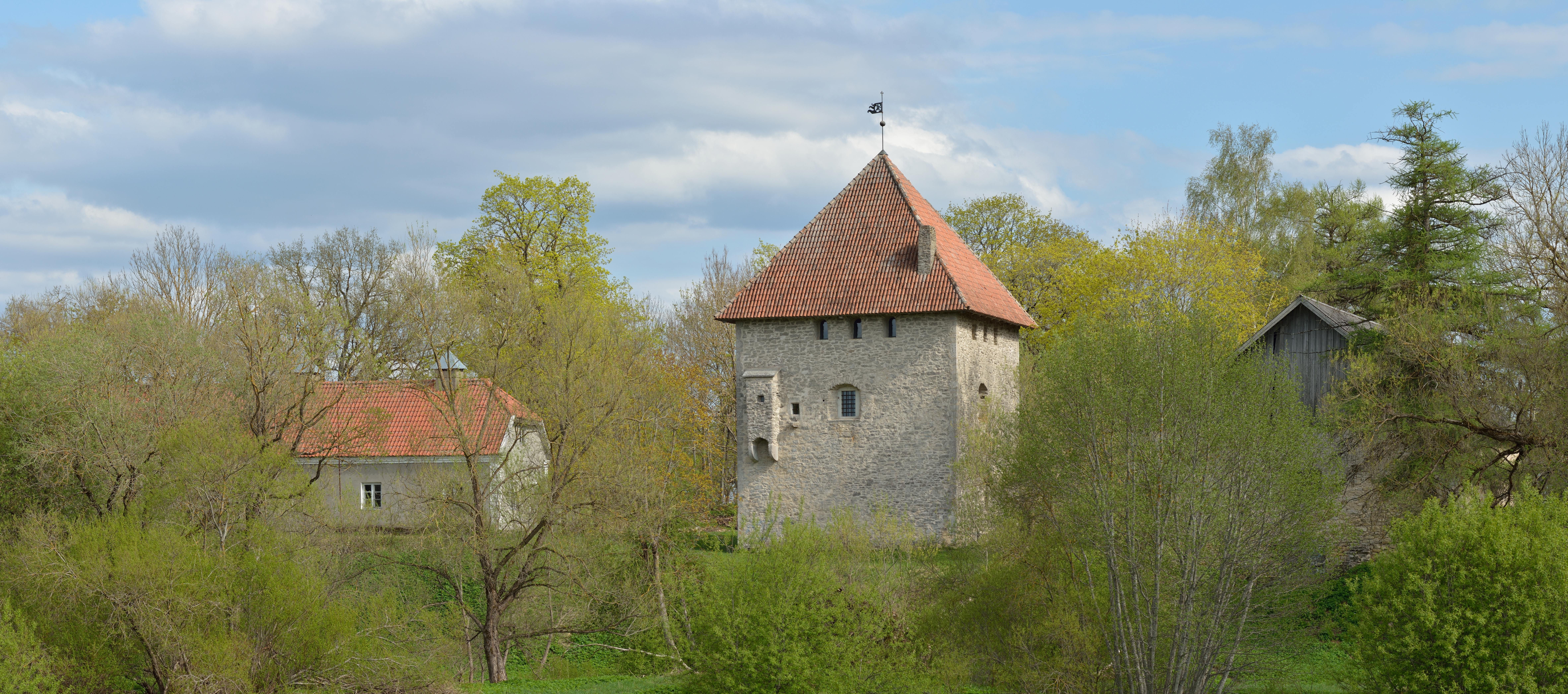
Vao w Estonii
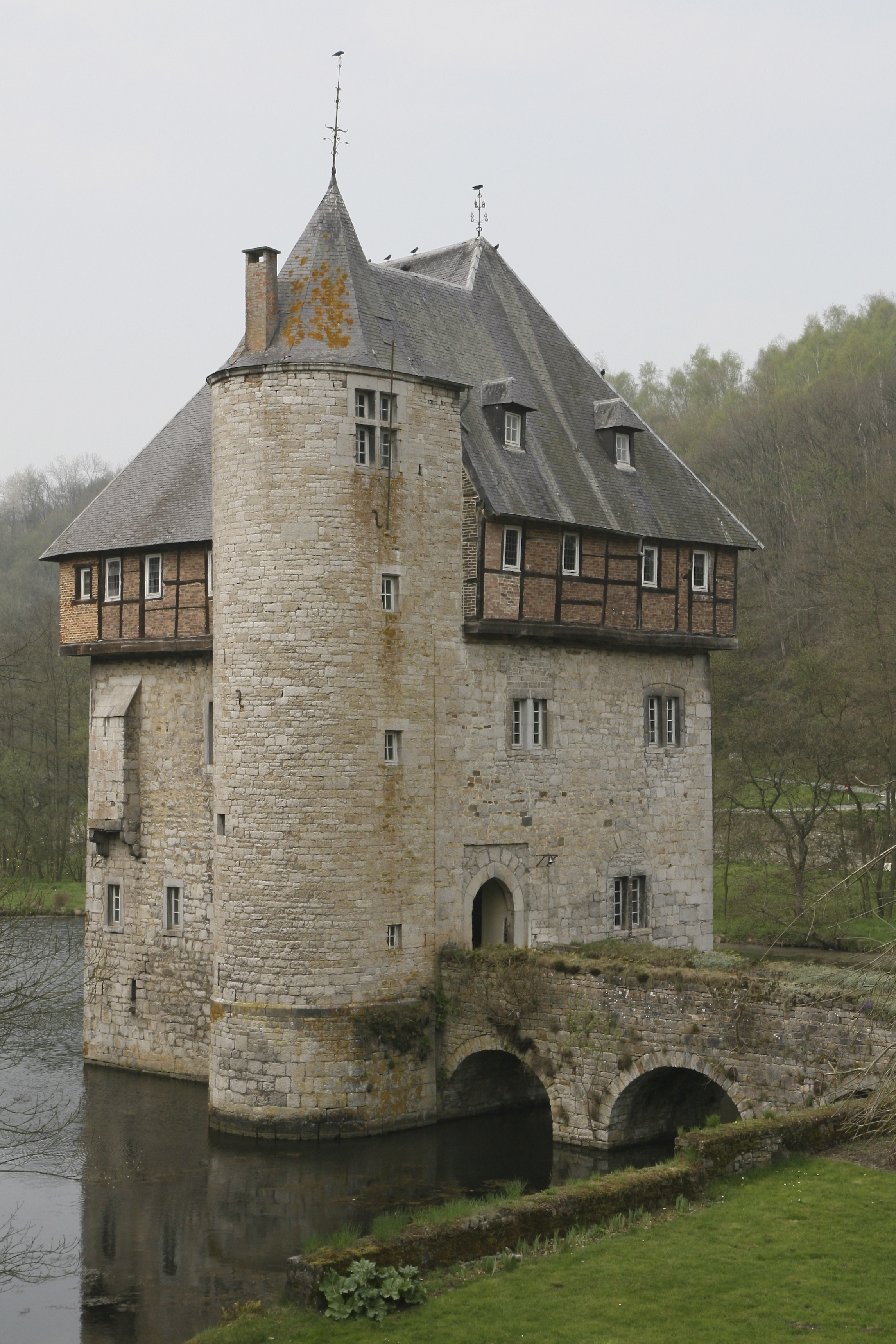
Crupet
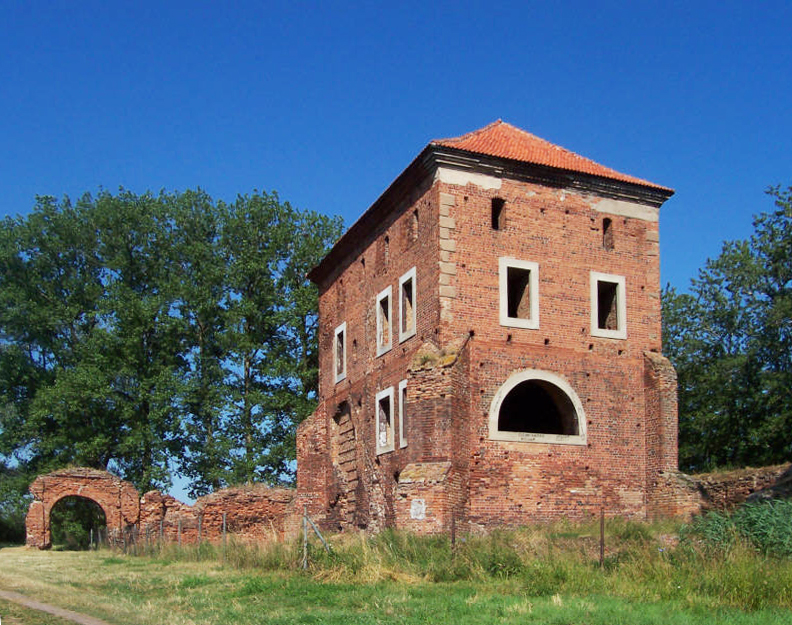
Gołańcz
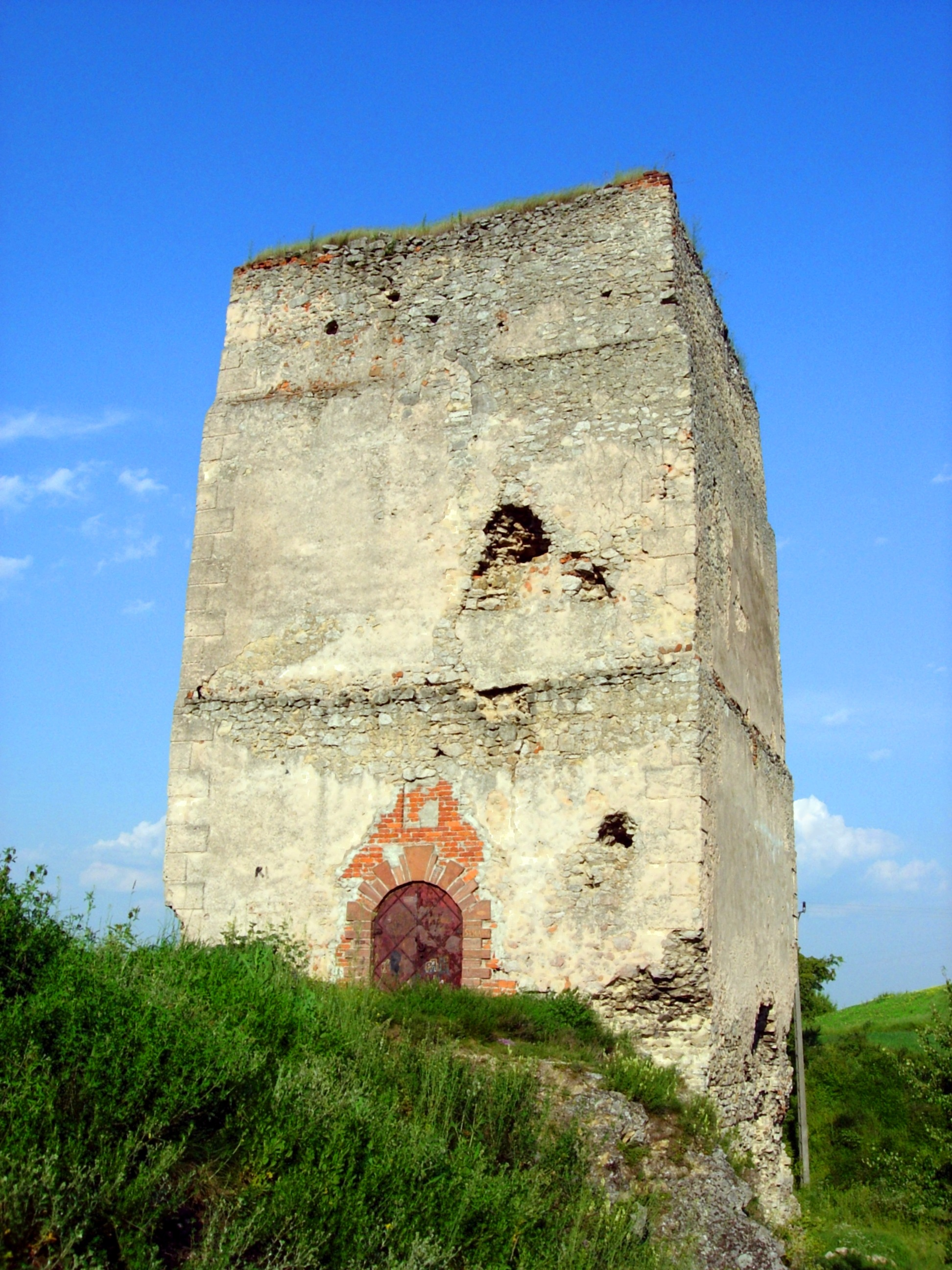
Tudorów
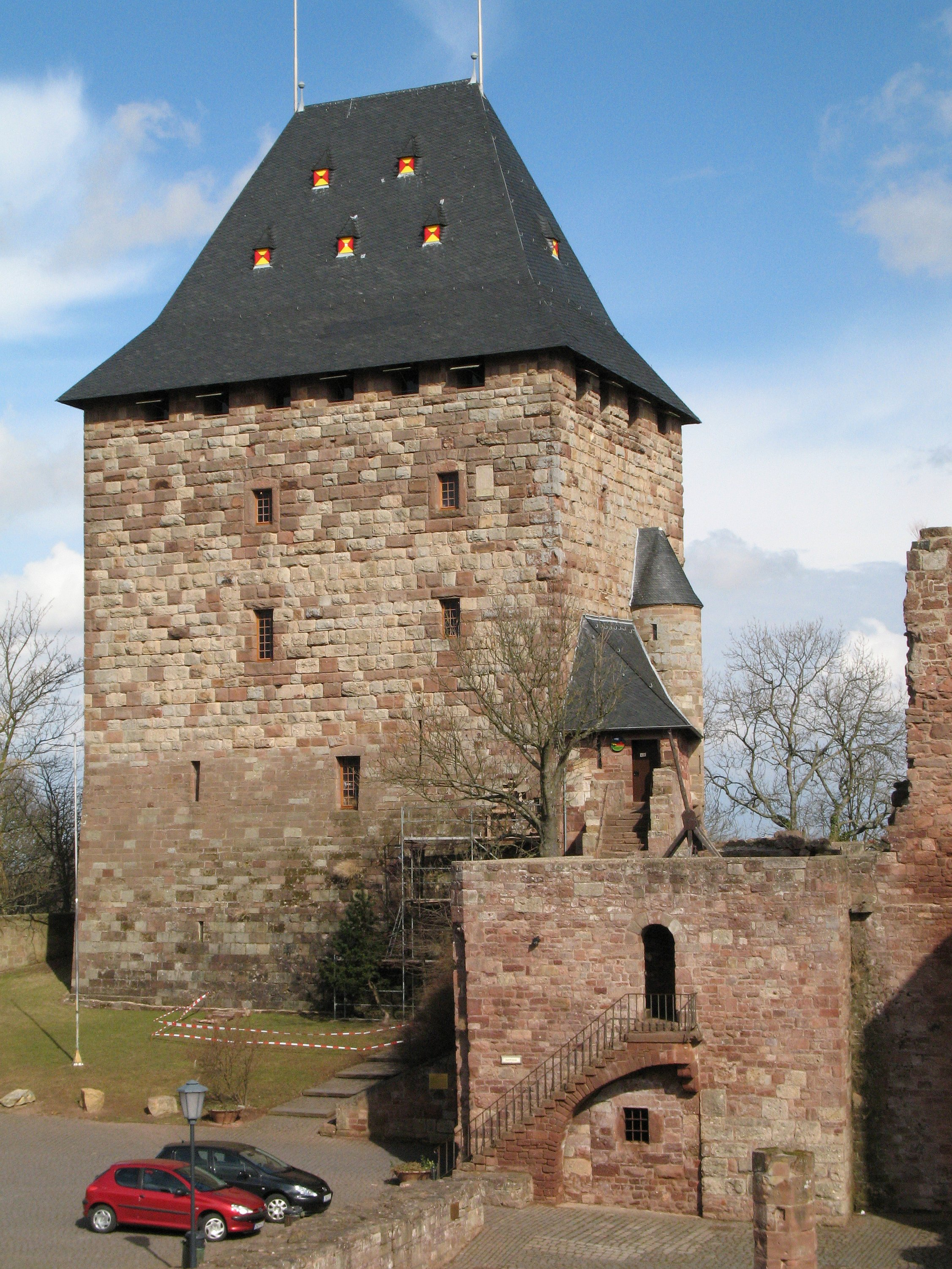
Nideggen w Niemczech